# فیلیپ آلفورد
فیلیپ آلفورد (انگلیسی: Phillip Alford؛ زادهٔ ۱۱ سپتامبر ۱۹۴۸) یک هنرپیشه اهل ایالات متحده آمریکا است. وی بین سال‌های ۱۹۶۲ تا ۱۹۷۲ میلادی فعالیت می‌کرد.
از فیلم‌ها یا برنامه‌های تلویزیونی که وی در آن نقش داشته است می‌توان به کشتن مرغ مقلد اشاره کرد.